# Bartow White
Bartow White (* 7. November 1776 in Yorktown, New York; † 12. Dezember 1862 in Fishkill, New York) war ein amerikanischer Arzt und Politiker. Zwischen 1825 und 1827 vertrat er den Bundesstaat New York im US-Repräsentantenhaus.

## Werdegang
Bartow White wurde während des Unabhängigkeitskrieges in Yorktown geboren. Er besuchte Gemeinschaftsschulen und schloss seine Vorbereitungsstudien ab. White studierte Medizin bei seinem Vater, Ebenezer White, und begann dann 1800 in Fishkill zu praktizieren. Politisch gehörte er der Nationalrepublikanischen Partei an. Bei den Kongresswahlen des Jahres 1824 wurde White im fünften Wahlbezirk von New York in das US-Repräsentantenhaus in Washington, D.C. gewählt, wo er am 4. März 1825 die Nachfolge von William W. Van Wyck antrat. Er schied nach dem 3. März 1827 aus dem Kongress aus. Danach praktizierte er wieder als Arzt. White nahm als Wahlmann (presidential elector) für die Whig Party bei der Präsidentschaftswahl des Jahres 1840 teil. William Henry Harrison ging damals als Sieger aus dem Rennen. White verstarb im zweiten Jahr des Bürgerkrieges am 12. Dezember 1862 in Fishkill und wurde auf dem Dutch Reformed Church Cemetery beigesetzt.